# S/S Laura
S/S Laura var en dansk lastångare som förvärvades av Peter Mærsk-Møller år 1886 och fick en vit stjärna med sju uddar på blå botten på skorstenen. 
Skorstensmärket lever vidare som A.P. Møller-Mærsks logotyp.
Fartyget byggdes av stål år 1875 som Roll Call åt rederiet Newcomb & Thomson på John Readhead & Sons skeppsvarv i South Shields i Storbritannien. År 1881 köptes hon av O Prior & Co i Köpenhamn och döptes om till Ellen.
I juni 1909 såldes fartyget till 
O. Lizio i Catania i Italien  och fick namnet Ignazio. År 1913 såldes hon till Libanon, döptes om till Adele och fick Benghazi som hemmahamn. Hon förliste och sjönk i Medelhavet den 25 december 1928 efter att brand brutit ut ombord.